# Le Bruissement de la langue : Essais critiques IV
 (octobre 2016).
Si vous disposez d'ouvrages ou d'articles de référence ou si vous connaissez des sites web de qualité traitant du thème abordé ici, merci de compléter l'article en donnant les références utiles à sa vérifiabilité et en les liant à la section « Notes et références ».
Le Bruissement de la langue est un recueil d'essais écrits par Roland Barthes entre 1964 et 1980, publié en 1984, quatre ans après sa mort. L'ouvrage regroupe plusieurs textes sur la littérature, la langue et le signe. C'est dans Le Bruissement de la langue que Barthes opère le déplacement de l'Auteur vers le Lecteur. 

## Contenu de l'ouvrage
I. De la science à la littérature
II. De l'œuvre au texte
C'est dans ce chapitre que Roland Barthes signe son texte intitulé La mort de l'auteur. 
III. Des langages et du style
IV. De l'histoire au réel
L'effet de réel, selon Barthes, fonctionne en lien avec la présence d’éléments descriptifs qui semblent dénués de valeur fonctionnelle. Pour démontrer son point, Barthes utilise le baromètre sur le piano dans Un cœur simple de Gustave Flaubert. Cette mention ne semble rien apporter au récit.  
V. L'amateur de signe
VI. Lectures
VII. Alentours de l'image

#### Livres
- Bordas, Éric, Claire Barel-Moisan, Gilles Bonnet, Aude Déruelle, Christine Marcandier, "L'analyse littéraire", Chapitre 3, "La lecture", Armand Colin, 2015.
- Carpentier, Nicolas, "La lecture selon Barthes", L’Harmattan, 1999.
- Crowther, Paul, "Critical aesthetics and postmodernism", Oxford, Clarendon Press, 1993.
- Melkonian, Martin, Le corps couché, Paris, Éditions Seguier, 1989.

#### Articles (en ligne)
- Entrialgo, Frédérique. , "Articule, Art et culture numérique" [En ligne].
- Passeron, Jean-Claude , "Enquête. Cahiers du CERCOM" [En ligne].
- Samiky, Abdellatif, , "Le concept de la mort de l'auteur Chez Roland Barthes" [Thèse].